# Bosco Verticale
«Вертикальний ліс» (італ. Bosco Verticale) — житловий комплекс з двох веж висотою 110 і 76 метрів. Два хмарочоси споруджувалися в міланському районі Порта Нуова у 2009—2014 роках. Автори проекту — італійські архітектори Стефано Боері, Джанандреа Баррека (Gianandrea Barreca) та Джованні Ла Варра (Giovanni La Varra). Особливість проекту полягає в тому, що на терасах, що оточують кожен із поверхів, розміщені зелені насадження: тут висаджено близько 900 дерев, 5000 чагарників та 11 тисяч трав'яних доріжок.

## Опис
Вертикальний ліс збільшує біологічну різноманітність. Це сприяє формуванню міської екосистеми, де різні види рослин створюють вертикально спрямоване середовище, яке може бути заселене птахами та комахами (з початковою оцінкою у 1600 шт. птахів та метеликів). Таким чином, Bosco Verticale може стати фактором для стихійного заселення флори та фауни міста.
Вертикальний ліс допомагає створити необхідний мікроклімат та фільтрувати дрібні частинки пилу, що містяться у міському повітрі. Різноманітність рослин сприятиме підвищенню рівня вологості, поглинанню вуглекислого газу, виробництву кисню, а також захисту людей та будівель від сонячної радіації та шумового забруднення.
Дві вежі Bosco Verticale були визнані найкращими хмарочосами 2014 року, отримавши премію International Highrise Award, яка вручається кожні два роки Музеєм архітектури у Франкфурті.